# Bendersbach
Der Bendersbach, am Oberlauf Mühlbach genannt, ist ein etwas über 11 Kilometer langer Mittelgebirgsbach innerhalb der Verbandsgemeinde Wittlich-Land im rheinland-pfälzischen Landkreis Bernkastel-Wittlich und in der Eifel sowie ein westsüdwestlicher und rechter Zufluss der Salm im Einzugsgebiet der Mosel.

## Geographie

### Verlauf

#### Mühlbach
Der grobmaterialreiche und silikatische Mittelgebirgsbach entspringt als Mühlbach im Gebiet der Ortsgemeinde Heidweiler auf einer Höhe von 346 m ü. NHN im Landschaftsschutzgebiet Meulenwald und Stadtwald Trier in einem zum Heidweiler Wald gehörenden Nadelwald. Seine Quelle liegt in der Waldflur Olkersheck, knapp 300 Meter östlich der Grenze vom Landkreis Trier-Saarburg (bei Zemmer) zum Landkreis Bernkastel-Wittlich, in der zur naturräumlichen Haupteinheit Gutland gehörenden Herforster Sandsteinhochfläche. Das Quellgebiet wird von Quarzkiesen und -sanden des Mitteleozäns geprägt.
Der Bach fließt zunächst in nordöstlicher Richtung durch Borstgrasrasen, wo auf den dortigen Silikatböden vor allem die Sparrige Binse und die Braune Segge wachsen. Er biegt nach Osten ab und läuft dann gesäumt von Fichten und Schwarzerlen durch das bewaldete Tal. Auf der nördlich angrenzenden Hangseite erstreckt sich ein Hainsimsen-Buchenwald mit der Rotbuche und der Weißen Hainsimse als Charakterarten. Knapp 400 Meter bachabwärts in der Flur Krackenseifen wird er auf seiner rechten Seite von einem zweiten Quellarm verstärkt.
In der Waldflur Krackenseifen fließt der vereinigte Bach in Bruchwald und Braunseggensümpfe nordostwärts durch ein beiderseits mit Koniferen bewachsenes Kerbtal, verlässt nach rund einem halben Kilometer den geschlossenen Wald und betritt die offene Feldflur. Nördlich des Bachlaufs schließt sich ein Nadel-Laub-Mischwald an, der in der Baumschicht überwiegend von der Rotbuche und teilweise noch von der Waldkiefer geprägt wird. Gleichzeitig wechselt der Bach dort vom Gutland in den zur Osteifel gehörenden Naturraum Meulenwald. Geologisch ist dieser Abschnitt durch das Auftreten von braunrotem bis rötlichem Sandgestein aus der Trias gekennzeichnet. Die darauf entwickelten Böden, bestehend aus lehmigem Sand bis sandigem Lehm, weisen ein mittleres bis lokal hohes Ertragspotential auf.
Der Bach durchfließt zunächst eine offene, baumfreie Agrarlandschaft mit Feld- und Wiesenflächen, wird dann bei der Flur Beim Weyer von rechts durch einen namenlosen Feldgraben gespeist, der ihm aus der Flur Unter Erresborn zufließt und auf dessen rechter Seite neben einem Heiligenhäuschen aus rotem Sandstein eine als Naturdenkmal ausgewiesene Winterlinde steht. Im weiteren Verlauf wird der Mühlbach von einem Saum aus Schwarzerlen und weiteren Gehölzarten begleitet und durchzieht ackerbaulich genutzte Flächen. In der Krautschicht wachsen dort der Gewöhnliche Hohlzahn, die Flatterbinse und das Blaue Pfeifengras. Er unterfließt einen Feldweg und läuft dann in der Fluren Auf der Klausbach und In der Klausbach durch Feuchtwiesen, die von Rotem Straußgras, Rotschwingel, Wolligem Honiggras und Flatterbinse dominiert werden.
Er erreicht den Südwestrand von Heidweiler und fließt in der Flur Beim Weyer an einem auf seiner rechten Seite liegenden Fischteich vorbei, an dessen Ufer Bruchweiden und Schwarzerlen stehen und der mit Schwimmendem Laichkraut bedeckt ist. Etwa 50 Meter nördlich des Bachs steht ein stattliches Quereinhaus mit vierachsigem Wohnteil und Kniestockbefensterung aus dem Jahre 1859. Er zieht nun, gesäumt von Weiden, ostwärts und kreuzt dann die Kirchstraße. Knapp 100 Meter im Süden steht dort östlich der Kirchstraße die als Kulturdenkmal ausgewiesene katholische Pfarrkirche Sankt Vincentius mit dreiachsigem Schiff und schmalen Rundbogenfenstern. Der Bach fließt in der Flur In der Königswiese durch seggen- und binsenreiche Nasswiesen und nimmt dann auf seiner rechten Seite den aus dem Südsüdwesten kommenden Eierbach auf.
Der Mühlbach nimmt die Fließrichtung des Eierbachs auf, verlässt dann den Meulenwald und damit auch die Moseleifel und betritt den zum Wittlicher Heckenland gehörenden Naturraum Arenrather Hochfläche. Dort steht im oberen Teil in Wechsellagerung rotes Ton-, Silt- und Feinsandgestein und im unteren Teil eine Wechselfolge aus roten Siliziklastika, Tuff und Vulkanit der Nahe-Subgruppe im Rotliegend des Permokarbons an. An seinen Ufern stehen Schwarzerlen und Grauweiden und unten am Boden wachsen die Wald-Sternmiere und der Flutende Schwaden. Er fließt dann nordnordostwärts durch feuchte Wiesen, die auf der rechten Seite von Nadelwald gesäumt werden, und unterquert danach die L 49, die dort auch Mühlenstraße genannt wird. Unweit des Bachs steht auf der linken Seite ein wohl 1946 aufgestelltes Wegekreuz und auf der anderen Seite ein barockes Schaftkreuz, das 1758 errichtet wurde.
Etwas unterhalb spaltet sich der Bach in zwei Arme auf. Nördlich davon steht in der Flur Auf der Delt ein denkmalgeschütztes ehemaliges Waschhaus, ein mit einer Bruchsteintonne überdeckter Waschplatz aus dem Jahre 1884. Knapp 100 Meter später kreuzt der aus dem Norden kommende Heidweiler Bach zunächst den nördlichen Arm und mündet dann in den südlichen ein, und gleich darauf führt ein Wirtschaftsweg über die beiden Arme. Diese ziehen in der Flur Im Brühl ostwärts durch brachgefallenes Nass- und Feuchtgrünland mit Glatthafer und Kuckucks-Lichtnelke und Bruchgebüsch mit Ohrweide, Bruchweide und Waldsimse als die für beide Biotope jeweils charakteristischen Pflanzenarten. Der nördliche Arm zieht dabei zunächst am 1785 erbauten sogenannten Gerberhäuschen und dann am Rübenwaschplatz vorbei, die beide ehemalige und nunmehr denkmalgeschützte Waschhäuser sind. Rund 300 Meter bachabwärts steht auf der Insel zwischen den beiden Bacharmen die Heidweilermühle, neben der ein Mühlenteich liegt.
Wenige Meter später vereinigen sich die beiden Arme wieder und der Mühlbach fließt nordostwärts durch die Flur Ober der Vollmühl. An seinen Ufern dominieren Schwarzerlen und die Krautschicht wird vom Gegenblättrigen Milzkraut, dem Flutenden Schwaden und der Wald-Sternmiere geprägt. Kurz danach wechselt der Bach vom Naturraum Arenrather Hochfläche zum Naurather Horst. Den Untergrund bilden dort Wechsellagerungen von Sedimenten aus Ton-, Silt- und Sandstein der Ulmen- bis Vallendar-Unterstufe des Unterdevons. Er wendet sich nach Osten und zieht auf seiner rechten Seite, begleitet von dichtem Gehölz, durch die Flur Ober der Vollmühl. Auf der anderen Seite grenzt er an eine brachliegende, feuchte Hochstaudenflur. in der u. a. die Waldsimse und das Echte Mädesüß wachsen. Früher betrieb der Bach dort die Lohmühle. Der Bach fließt nordostwärts am Fuße des auf seiner linken Seite stehenden 350 m ü. NHN hohen Stellexbergs entlang durch die Flur Ober der Vollmühl und zwängt sich dann durch ein enges Kerbtal, das links von Laubwald und rechts von Mischwald bedeckt ist. Die Flur nennt man In der Hiebelheck unter der Vollmühl. Direkt an der Gemeindegrenze von Heidweiler zu Dierscheid wird der Bach auf seiner rechten Seite vom Stahlbach gestärkt.
Der Mühlbach passiert die Grenze und läuft dann in einem großen Bogen rund einen halben Kilometer in etwa entlang der Grenze von Dierscheid zu Dodenburg. Dabei fließt er in der Flur In der Speisewies zunächst ostnordöstwärts durch ein Großseggenried mit Waldsimsen und Kammseggen, dann durch blütenpflanzenreiche Nass- und Feuchtwiesen mit dem Wiesenknöterich als Charakterart und danach durch Bruchgebüsch mit Grauweiden. Dort fließt ihm auf seiner linken Seite der Wiesenbach zu und etwas später wird er in einer Feuchtwiesenbrache auf der gleichen Seite vom Dodenburger Bach gespeist. Der Mühlbach fließt nun in der Flur In der Großwies südwärts in einem engen Tal am westlichen Fuße des 351,6 m ü. NHN hohen Roßbergs an der Gemeindegrenze von Dierscheid zu Heckenmünster entlang. Der Bach, an dessen Ufern dort vor allem Schwarzerlen und lokal auch Hainbuchen, Feld- und Bergahorne stehen, läuft durch eine Schlangen-Knöterichwiese und anschließend in der Flur Im Brühl durch seggen- und binsenreiche Nasswiesen. Der Hang auf seiner rechten Seite ist von Nadelhölzern bewachsen und auf der anderen Seite, am Westhang des Roßbergs, liegt ein Eichen-Buchen-Mischwald mit Rotbuchen und Stieleichen sowie Waldmeister und Weißer Hainsimse in der Krautschicht. Der Bach umfließt den Roßberg und biegt dabei mehr und mehr nach Osten ab. In der Flur Im Halbenkies nimmt er auf seiner rechten Seite den Dierscheider Bach auf und verlässt den Grenzbereich. Er fließt nun völlig im Gemeindegebiet von Heckenmünster und wird ab da nunmehr Bendersbach genannt.

#### Bendersbach
Der Bendersbach fließt, gesäumt von Schwarzerlen, in der Flur Großwies am Südfuße des Rossbergs entlang durch eine Magerwiese mit Glatthafer, Wiesenschafgarbe, Rotem Straußgras, Wiesenschwingel, Kriechendem Hahnenfuß und Wiesensauerampfer. An die Wiese schließt sich im Osten eine Böschungshecke aus Hasel- und beigemischten Schlehen- und Brombeersträuchern an. Etwas weiter unterhalb steht auf der rechten Seite des Bachs die Karlsmühle (Obere Mühle), wo auch der aus dem Süden kommende (Bach von der) Schwefelquelle einmündet. Knapp 200 Meter nördlich liegt am Südosthang des Rossbergs eine in einem Mischwald eingebettete Streuobstwiese, in der vor allem Kulturäpfel- und lokal auch Kulturbirnbäume stehen, und die Krautschicht wird vom Wiesenfuchsschwanz und dem Glatthafer dominiert.
In der Flur Im Weier verläuft der Bach ostnordostwärts durch eine brachgefallene Feuchtwiese, deren Vegetation unter anderem von Sumpfdotterblume, Waldsimse und Arznei-Baldrian geprägt ist. Anschließend unterquert er die Straße Am Bendersbach und fließt danach durch Nasswiesen mit artenreichen Seggen- und Binsenbeständen. Auf seiner linken Seite ist der Hang dort mit Nadelbäumen und auf der rechten mit Laubbäumen bewachsen. Nach knapp 300 Metern wird er bei der Flur Im Degreis auf seiner linken Seite von einem namenlosen Bach gespeist und erreicht kurz darauf die auf der gleichen Seite stehende Untere Mühle. Keine 100 Meter im Südosten liegt am Südwestrand von Heckenmünster eine Streuobstweide mit integriertem Damwildgehege, in der überwiegend Apfelbäume stehen und deren Krautschicht durch Ausdauernden Lolch und Weißklee bestimmt wird.
Etwas südöstlich der Gemeindegrenze zu Dodenburg fließt er, gesäumt von Schwarzerlen, Rotbuchen und Ahornen, in der Flur Auf der Mühl nordostwärts zunächst durch eine Feuchtwiese und dann durch einen Röhricht mit Teichschachtelhalmen knapp 250 Meter am Westrand von Heckenmünster entlang. Dabei läuft ihm auf seiner linken Seite der Bach zur Unteren Mühle zu, welcher seinerseits kurz davor von links durch den Bach von den Kiesgruben gestärkt wurde.

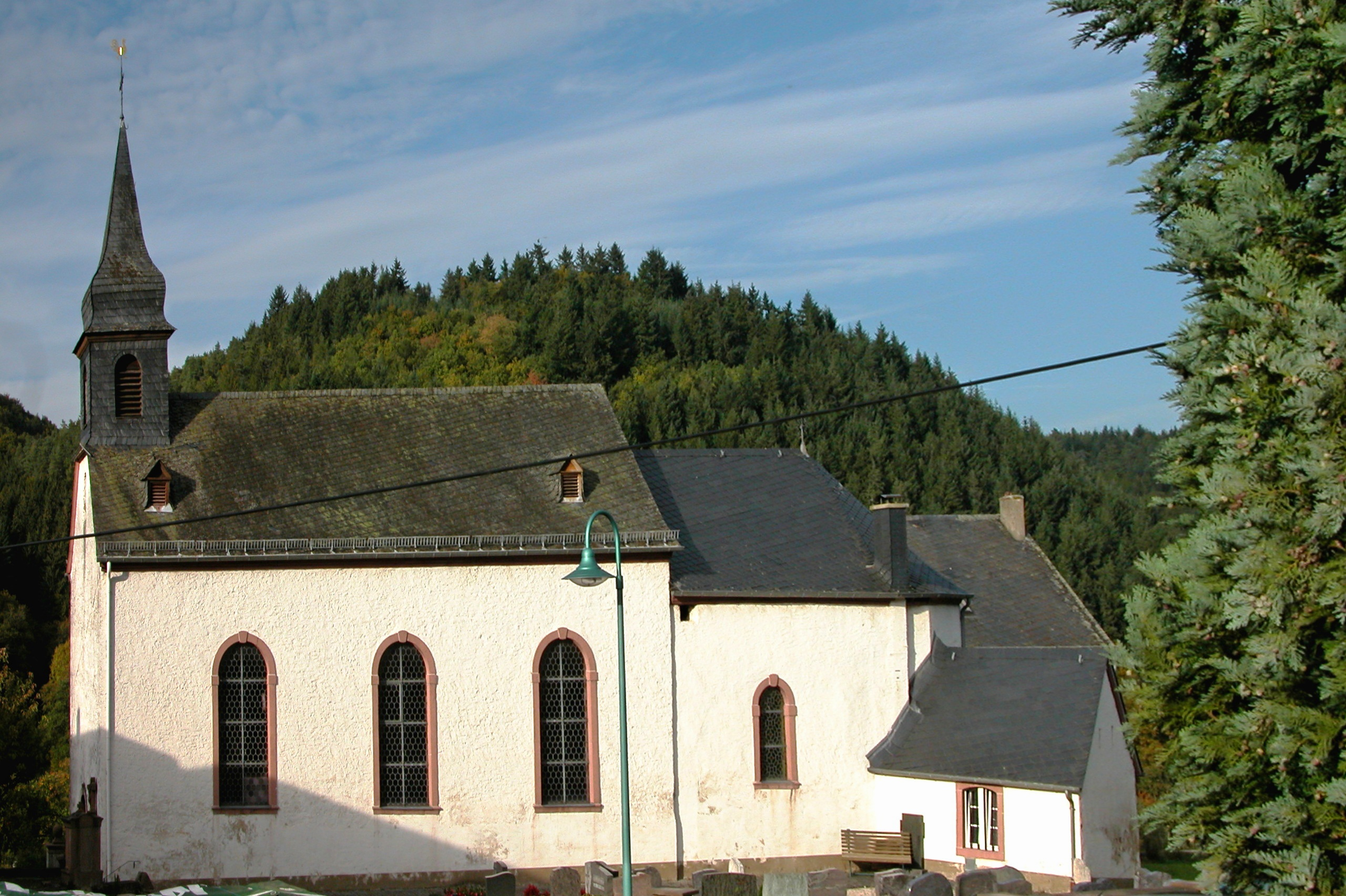
Kirche zum Heiligen Kreuz in Heckenmünster

Der Bendersbach biegt dann bei der Flur In der Follwies nach Osten ab. Ein wenig mehr als 100 Meter im Süden steht am Nordrand von Heckenmünster östlich der Kirchstraße die katholische Pfarrkirche zum Heiligen Kreuz, ein schlicht verputzter Bruchsteinbau, dessen dreiachsiges Schiff mit Dachreiter 1744 erbaut wurde. Im Umfeld der Kirchen stehen am Eingang zum Friedhof ein Bildstock, direkt neben der Kirche ein 1718 aufgestelltes Friedhofskreuz und nördlich der Kirche ein Kriegerdenkmal 1914/18 aus den 1920er oder 1930er Jahren des 20. Jahrhunderts, die alle denkmalgeschützt sind.
Etwa 150 Meter nördlich von Heckenmünster schlängelt sich der Bach am Südfuße des 348 m ü. NHN hohen und fast vollständig mit Nadelwald bestockten Kelterbergs durch die Flur In der Rochelswies und anschließend durch die Flur In der Dreeswies, wo er einen Mineralbrunnen passiert. Darauf folgt die Flur In der Deichwies, in der der Bach am Nordrand eines weit ausladenden Muldentals verläuft. Die linke Uferböschung wird von einem Eichen-Hainbuchen-Mischwald bestanden, in dem neben Hainbuche und Stieleiche auch Rotbuche sowie Berg- und Feldahorn lokal vertreten sind. Die Krautschicht weist mit dem Waldlabkraut eine typische Charakterart auf. Auf der gegenüberliegenden Uferseite schließen sich Ackerflächen mit lehmigen Böden an, die überwiegend mittlere Ertragswerte aufweisen sowie ein bachbegleitender Auenwald. Parallel zur rechten Bachseite verläuft die Kreisstraße 41, die dem Gewässerlauf in unregelmäßigem Abstand folgt. Zwischen dem teils mit Laub- und teils mit Nadelwald bestandenen, etwa 331 m ü. NHN hohen Hochberg im Norden und dem vollständig nadelholzdominierten Bornberg (336 m ü. NHN) im Süden, an dessen Nordhang sich eine großflächige Streuobstweide befindet, fließt der Bach durch die Flur In der Heuscheuer und überschreitet dort die Gemeindegrenze von Heckenmünster nach Sehlem.
In einem sich allmählich öffnenden Tal verläuft der Bach ostwärts durch die Flur In der Heuscheuer im Gemeindegebiet von Sehlem. Nördlich wird der Gewässerlauf von einem geschlossenen Nadelwald begleitet, während sich südlich ein breiter Streifen aus extensiv genutzten Wiesen und Weiden erstreckt, der bis an die Kreisstraße 41 heranreicht. Jenseits der Straße zieht sich am Nordhang des rund 251 m ü. NHN hohen Schleifbergs der Sehlemer Wald entlang. Etwa 700 Meter weiter östlich verlässt der Bach den Naturraum der Osteifel und tritt in das Hetzerather Plateau ein, einen Teilraum der im Moseltal gelegenen Wittlicher Senke. Der Talboden ist dort mit weitgehend ungegliederten holozänen bis pleistozänen Auen- und Hochflutsedimenten verfüllt. An den Talflanken treten in Wechsellagerung Sedimente des Permokarbons auf, insbesondere rotgefärbte Ton-, Silt- und Feinsandsteine der Rotliegend-Gruppe, die zur Nahe-Subgruppe gehören.
Der Bach unterquert zunächst die K 69, fließt anschließend durch die Flur In der Buchholzwies rund 400 Meter entlang an der Grenze zwischen den Ortsgemeinden Sehlem und Salmtal. Auf der linken Seite erstrecken sich auf einem Hügel artenreiche Streuobstwiesen und nährstoffreiche Fettwiesen, während der gegenüberliegende Oligsberg von einem dichten Eichen-Buchen-Mischwald bedeckt ist. Der Bach entfernt sich von der Gemarkungsgrenze und tritt in die Gemarkung des Salmtaler Ortsteils Dörbach ein. Dabei wendet er sich zunehmend in nordöstliche Richtung. Begleitet von einem Uferbewuchs hauptsächlich von Schwarzerlen, aber auch von Eschen und verschiedenen Weidenarten, durchzieht er die Fluren Im Seifen und Im Winkel und unterquert bei der Flur In der Winkelwies die Gleisanlagen der Moselstrecke, einer für die Region bedeutenden Bahnverbindung.
In der Folge schlängelt sich der Bach, eingerahmt von dichtem Ufergehölz, nordnordostwärts durch offenes Grünland. Nördlich der Flur Oben in den Auen mündet auf seiner linken Seite der Bennersbach ein, der aus dem westnordwestlich gelegenen Dörbacher Wald stammt und dem Bach zusätzliche Wassermenge zuführt. Der Bendersbach umfließt den linksseitig gelegenen Wohnplatz Auf der Huf in einem sanften Bogen und quert anschließend westlich einer extensiv genutzten Nasswiese mit Beständen der Sumpfdotterblume ein weiteres Mal die Gleisanlagen der Moselstrecke.
Der Bendersbach verläuft, von geschlossenem Ufergehölz begleitet, in nordnordöstlicher Richtung durch das Grünland der Flur Unten in den Auen und tritt anschließend in das Siedlungsgebiet von Dörbach ein. Dort folgt er, parallel zur Straße Zum Angelsteg, dem westlichen Rand eines schmalen, begrünten Korridors. In der Flur In Defelspesch wird der Bach von einer Brücke überspannt, auf der ein Steinkreuz mit reliefierter Skulptur steht. Etwa 50 Meter weiter östlich erhebt sich die katholische Pfarrkirche St. Gangolf – ein Saalbau mit Querschiff, eingezogener Apsis und Westturm in romanisierenden Formen von 1897, ergänzt um Erweiterungen aus der Nachkriegszeit.
Mit dem Eintritt in das Sehlemer Salmtal verlässt der Bach das Hetzerather Plateau. Er durchzieht den Ortskern von Dörbach in nordöstlicher Richtung und passiert dabei ein kleinteilig bebautes Wohngebiet. Entlang seines östlichen Ufers reiht sich eine Gruppe schlichter, ein- bis zweigeschossiger Wohnhäuser, deren Gärten sich bis an das Gewässer heranziehen. Im weiteren Verlauf durchzieht der Bendersbach den südöstlichen Ortsrand von Dörbach. Auf seiner östlichen Seite wird er weiterhin von Wohnhäusern mit angrenzenden Gärten begleitet, während das Gewässer offen geführt ist und abschnittsweise von Ufervegetation gesäumt wird. 
Anschließend nimmt er auf seiner linken Seite den aus Nordwesten kommenden Mühlgraben auf, einen deutlich breiteren, kanalartig ausgebauten Seitenarm der Salm, der rund einen halben Kilometer flussaufwärts rechtsseitig von dieser abzweigt. Nach der Vereinigung folgt der Bendersbach der Laufrichtung des Mühlgrabens, durchfließt in ostsüdöstlicher Richtung die offene Talaue und unterquert die Straße Am Bendersbach. Unmittelbar danach erreicht er das ausgedehnte Anwesen der Dörbacher Mühle, das sich beidseits des Gewässers erstreckt. Der historische Mühlenkomplex umfasst ein barockes Herrenhaus, die ehemalige Mühle sowie mehrere Nebengebäude aus dem 18. Jahrhundert.
Der Bendersbach mündet schließlich in der Flur Hinterm Neugarten auf einer Höhe von 153 m ü. NHN von rechts in die aus Nordwesten heranströmende Salm. Gegenüber, am nördlichen Talrand, befindet sich das Salmtalstadion des Fußballvereins FSV Salmrohr. Sein 11,1 Kilometer langer Lauf endet etwa 193 Höhenmeter unterhalb seiner Quelle, er hat somit ein mittleres Sohlgefälle von circa 17 ‰. Der Mündungsbereich liegt im Quartär (Pleistozän–Holozän) und wird von ungegliederten fluviatilen Sedimenten geprägt: kiesig-sandige bis lehmige Auen- und Hochflutsedimente, lokal humos, teils mit umgelagerten vulkanoklastischen Anteilen und hangschuttartiger Verzahnung.

### Einzugsgebiet
Das Einzugsgebiet des Bendersbachs umfasst eine Fläche von 20,865 km² und liegt vollständig im Landkreis Bernkastel-Wittlich, verteilt auf die naturräumlichen Großräume Gutland, Osteifel und die zur Moseltalregion gehörende Wittlicher Senke, und wird über die Salm, die Mosel und den Rhein zur Nordsee entwässert.
Es grenzt
- im Südosten und Süden an das Einzugsgebiet des Raselbachs, eines südlich verlaufenden Salmzuflusses;
- im Südwesten an die Einzugsgebiete des Föhrenbachs und an das des Quintbachs, die direkt in die Mosel münden;
- im Westen an das der Kyll, einem weiteren Moselzufluss;
- im Norden an das Einzugsgebiet des Gladbachs, eines nördlichen Zuflusses der Salm und
- ansonsten direkt an die Salm oder an das einer ihrer kleineren Zuflüsse.

Geologisch wird das Einzugsgebiet am Oberlauf durch Gesteine des Permokarbons, insbesondere des Rotliegend, dominiert. Hauptsächlich handelt es sich dabei um Sedimente der Nahe-Subgruppe, bestehend aus rotbraunen Ton-, Silt- und Feinsandsteinen. Der mittleren Bereich gehört stratigraphisch zum Unterdevon, konkret zur unteren Ems-Stufe und wird petrographisch von einer Wechsellagerung aus Ton-, Silt- und Sandstein geprägt. In den Talbereichen sind pleistozäne bis holozäne Auen- und Hochflutsedimente verbreitet.
Die höchste Erhebung ist der Kellerberg im Südwesten mit 448,8 m ü. NHN. Das Gebiet weist ein hügelig bis mittelgebirgiges Relief auf, das durch tief eingeschnittene Kerbtäler gegliedert ist. Die Höhenrücken sind überwiegend bewaldet, während die Talböden und Hochflächen vornehmlich acker- oder grünlandwirtschaftlich genutzt werden. Die Siedlungs- und Verkehrsflächen liegen vor allem in und um Dörbach.

### Zuflüsse
Der längste Zufluss ist der von links kommende Bennersbach mit 2,8 km und das größte Einzugsgebiet hat der von rechts kommende Eierbach mit 2,82 km².
(Von der Quelle zur Mündung)
| Name                          | GKZ       | Lage   | Länge [km] | EZG [km²] | Mündung Koordinaten                  | Mündungshöhe [m ü. NHN] | Bemerkungen                                              |
| ----------------------------- | --------- | ------ | ---------- | --------- | ------------------------------------ | ----------------------- | -------------------------------------------------------- |
| Graben                        | 26746-12  | rechts | 000,4000   | 0000,300  | südwestlich von Heidweiler           | 28500000                | mündet in den Mühlbach                                   |
| Eierbach                      | 26746-2   | rechts | 002,6000   | 0002,820  | südlich von Heidweiler               | 27500000                | mündet in den Mühlbach                                   |
| Heidweiler Bach               | 26746-32  | links0 | 000,6000   | 0001,220  | bei Heidweiler                       | 27100000                | mündet in den Mühlbach                                   |
| Stahlbach                     | 26746-4   | rechts | 002,2000   | 0001,550  | östlich von Heidweiler               | 25800000                | mündet in den Mühlbach früher Rossbach genannt           |
| Wiesenbach                    | 26746-512 | links0 | 000,5000   | 0000,310  | westlich von Dodenburg               | 25200000                | mündet in den Mühlbach                                   |
| Dodenburger Bach              | 26746-52  | links0 | 001,4000   | 0001,060  | westlich von Dodenburg               | 25100000                | mündet in den Mühlbach                                   |
| Dierscheider Bach             | 26746-54  | rechts | 001,0000   | 0001,050  | westlich der Karlsmühle, obere Mühle | 23600000                | letzter Zufluss des Mühlbachs früher Griedelbach genannt |
| (Bach von der) Schwefelquelle | 26746-56  | rechts | 001,0000   | 0000,370  | bei der Karlsmühle, obere Mühle      | 22900000                | mündet in den Bendersbach                                |
| Bach zur Unteren Mühle        | 26746-58  | links0 | 000,6000   | 0000,410  | bei Heckenmünster                    | 21900000                | von links fließt der Bach von den Kiesgruben (0,8 km) zu |
| Bennersbach                   | 26746-6   | links0 | 002,8000   | 0001,910  | südwestlich von Salmtal-Dörbach      | 17200000                | auch Bach vom Kriegwald genannt                          |
| Mühlengraben                  | 26746-92  | links0 | 000,5000   | 0000,300  | in Dörbach                           | 15700000                | auch Ortsgraben genannt, rechte Abzweigung der Salm      |
| Bendersbach                   | 26746     |        | 011,1000   | 0020,870  | in Dörbach                           | 15300000                | mündet in die Salm                                       |

Anmerkungen zur Tabelle
1. ↑  Die Gewässerdaten stammen vom GeoExplorer der Wasserwirtschaftsverwaltung Rheinland-Pfalz (Hinweise), die geographischen Daten vom Kartendienst des Landschaftsinformationssystems der Naturschutzverwaltung Rheinland-Pfalz (LANIS-Karte) (Hinweise) Die Länge wird auf 1. und die Größe des Einzugsgebiets auf 2. Nachkommastellen gerundet.
2. ↑  Gewässerkennzahl, in Deutschland die amtliche Fließgewässerkennziffer mit zur besseren Lesbarkeit eingefügtem Trenner hinter dem Präfix, das einheitlich für den allen gemeinsamen Vorfluter Bendersbach steht.
3. ↑  Rossbach, Topographische Aufnahme der Rheinlande (Tranchot/v. Müffling)
4. ↑  Griedelbach, Topographische Aufnahme der Rheinlande (Tranchot/v. Müffling)
5. ↑  Name nach dem Kartendienst des Landschaftsinformationssystems der Naturschutzverwaltung Rheinland-Pfalz (LANIS-Karte) (Hinweise)
6. 1 2  Name nach dem GeoExplorer der Wasserwirtschaftsverwaltung Rheinland-Pfalz (Hinweise)
7. ↑  Die Daten des Bendersbachs zum Vergleich

## Mühlen
Der Bendersbach war historisch eng mit der lokalen Mühlennutzung verknüpft. Entlang seines Laufs lassen sich mehrere ehemalige Mühlenstandorte nachweisen, die unterschiedliche Funktionen erfüllten – von Öl- und Getreidemühlen bis hin zu einer Lohmühle zur Gewinnung von Gerberlohe. Die folgende Auflistung orientiert sich an der Fließrichtung (flussabwärts) und berücksichtigt soweit bekannt auch die jeweilige Uferseite, Lagebezüge und Nutzungszeiträume.
- Heidweiler[54]

- Follmühle

(Bereits 1812 als verfallen erwähnt. Ihre genaue Lage ist nicht überliefert.)
- Ölmühle

(1808 urkundlich genannt, genaue Lage unbekannt.)
- Heidweiler Mühle

(Diese auf einer Insel östlich des Dorfkerns gelegene Getreidemühle wurde erstmals 1442 in einer Verkaufsurkunde erwähnt. Sie war über Jahrhunderte hinweg in Betrieb und stellte erst nach dem Zweiten Weltkrieg den Mahlbetrieb ein.)
- Lohmühle

(Im Abgabenverzeichnis der Jahre 1766 bis 1770 erwähnt. Sie lag rechts des Mühlbachs und diente vermutlich der Verarbeitung von Eichenrinde zu Lohe.)
- Heckenmünster

- Karlsmühle – Obere Mühle

(1832 auf der rechten Uferseite errichtet. Der Mühlenbetrieb wurde in den 1950er Jahren eingestellt.)
- Untere Mühle auch Franzensmühle

(Bereits 1558 urkundlich belegt, 1725 als verfallen dokumentiert, danach wiederhergestellt. 1923 wurde der Betrieb eingestellt. Die Mühle liegt auf der linken Bachseite und dient heute als Gaststätte und Ausflugslokal.)
- Dörbach

- Dörbacher Mühle

(Ausgedehntes Anwesen, das sich beidseits des Baches erstreckt. Der historische Mühlenkomplex umfasst ein barockes Herrenhaus, die ehemalige Mühle sowie mehrere Nebengebäude aus dem 18. Jahrhundert. Die Mahlmühle wurde 1966 stillgelegt, die Sägemühle ist noch in Betrieb.)